# Gerd Franzka

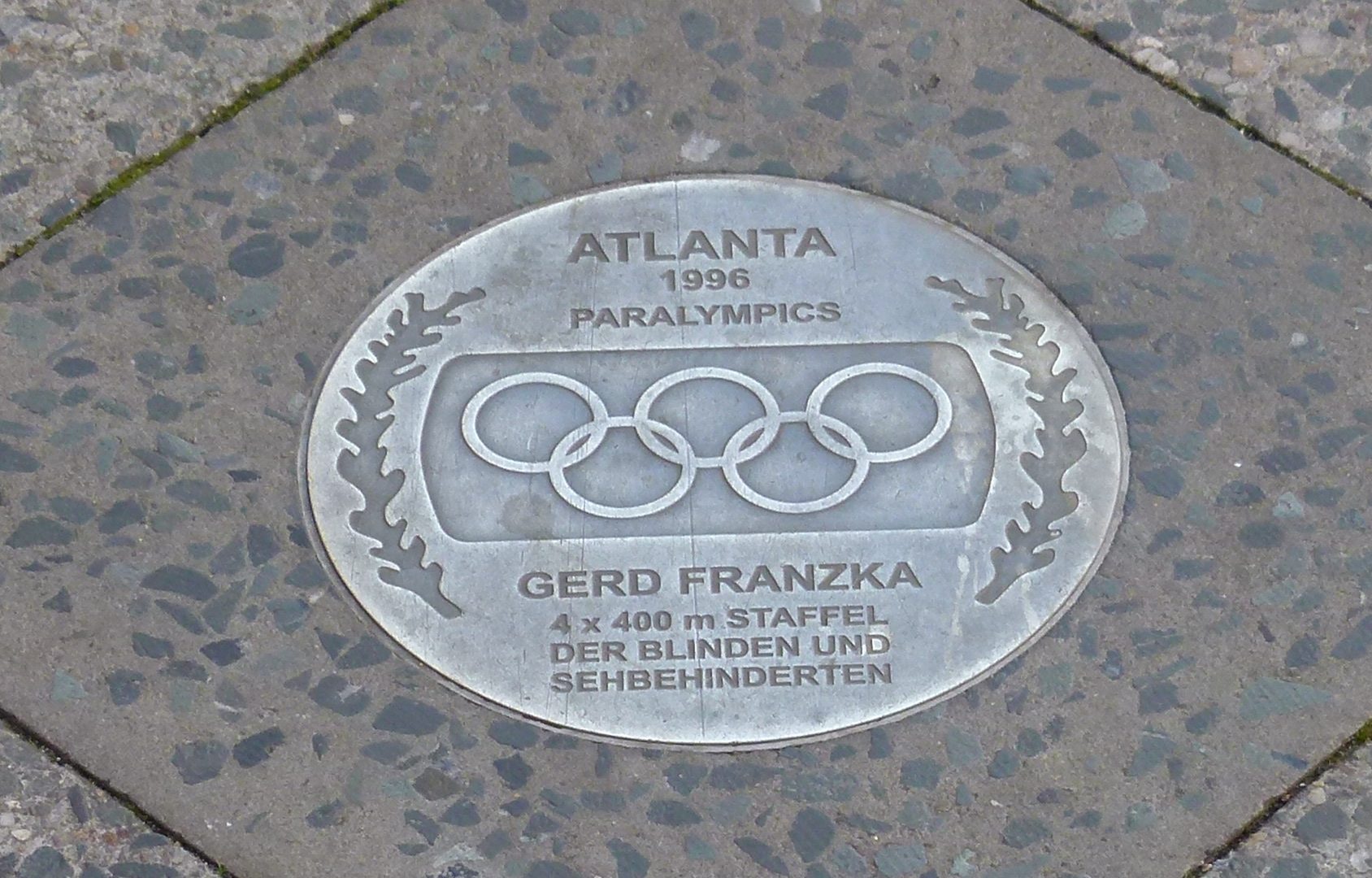
Ehrenplakette vor dem Neuen Rathaus in Cottbus

Gerd Franzka (* 27. Dezember 1958 in Hartmannsdorf bei Lübben (Spreewald)) ist ein deutscher Behindertensportler.

## Leben
Gerd Franzka stammt aus Lübben und ist schwer sehbehindert, aber leistungssportlich in der Leichtathletik aktiv. Franzka besuchte die Brandenburgische Schule für Blinde und Sehbehinderte, eine Schule, die neben der Allgemeinbildung besonderen Wert darauf legt, ihre Schüler und Schülerinnen auch sportlich zu fördern. Er nahm an den Sommer-Paralympics 1992 teil, konnte aber keine Medaille erringen. Er nahm mit der deutschen Behindertennationalmannschaft an der Leichtathletik-Weltmeisterschaften der Behinderten 1994 teil und erreichte im 200-Meter-Lauf in der Leistungsgruppe T 10 das Halbfinale, bei dem er den 2. Platz mit einer Zeit von 24,32 s erkämpfte, eine Zeit, die für die Teilnahme am Finale nicht ausreichte.
Bei den Sommer-Paralympics 1996 in Atlanta war er sehr erfolgreich. Er errang sowohl in der Staffel über 4 × 100 m als auch in der über 4 × 400 m je eine Silbermedaille. Für diese Erfolge erhielt er, wie alle Medaillengewinner, vom Bundespräsidenten das Silberne Lorbeerblatt.
Franzka hat eine physiotherapeutische Praxis in Lübben.